# Lingua proto-balto-slava
La lingua proto-baltoslava è una protolingua ricostruita che discende dall'indoeuropeo comune e dal quale discenderebbero sia le lingue slave sia le lingue baltiche.
L'esistenza di questa protolingua, come dello stesso raggruppamento di lingue balto-slave non è comunemente accettata al giorno d'oggi. Per le diverse teorie si veda "Lingue balto-slave", in questo articolo verrà trattato delle probabili caratteristiche della lingua, senza riguardare i problemi a proposito della sua esistenza.

## Fonetica
La fonologia dell'indoeuropeo comune ha subito molti cambiamenti nel periodo balto-slavo:
- Le tre serie di occlusive indoeuropee si ridussero a due (sonore - sorde)
- Le sonoranti sillabiche furono sostituite con delle sequenze di vocali brevi (*ĭ o *ŭ) ed una sonorante non sillabica
- Le tre laringali indoeuropee si fusero in una sola (*H), scomparsa forse già prima del periodo balto-slavo
- Il complesso sistema di dorsali indoeuropee venne semplificato a causa della delabializzazione delle labiovelari e del passaggio delle palatali indoeuropee a fricative (satemizzazione)

### Occlusive
Le occlusive indoeuropee sorde e sonore vennero conservate in proto-balto-slavo (PBS), mentre la serie delle aspirate perse l'aspirazione.
La legge di Winter era probabilmente già attiva quando esisteva ancora la distinzione fonematica tra occlusive e occlusive aspirate. Come risultato di tale legge, la distinzione tra queste due serie si è conservata indirettamente in proto-balto-slavo, poiché le vocali balto-slave si sono allungate prima di una normale occlusiva, ma non davanti ad un'aspirata, cosa che accadde probabilmente solo se l'occlusiva chiudeva la sillaba.
Sulla base della cronologia dei cambiamenti fonetici è stato accertato che la legge di Winter avrebbe agito abbastanza tardi, dopo la scomparsa delle laringali in posizione prevocalica. Si compari:
- PIE *h₁éǵh₂óm ‘io’ → PBS *ˀeˀźun → (per effetto della legge di Winter) *ēźu → pslav. *jãzŭ (asl. ec. azъ, sloveno jaz)

Perciò si postula che la fusione delle aspirate indoeuropee e delle occlusive velari fu uno degli ultimi mutamenti fonetici.

### Dorsali
Le tre serie di dorsali indoeuropee (velari, palatali e labiovelari) confluirono in due serie in PBS: velari e palatali. Le labiovelari indoeuropee persero la propria labializzazione in PBS, allo stesso modo in cui hanno fatto in indo-iranico, armeno e greco. Diversamente da alcune altre lingue indoeuropee, le labiovelari si delabializzarono senza lasciare traccia diretta o indiretta del loro precedente tratto.
Ci sono alcune parole in PBS che mostrano un riflesso centum delle dorsali palatali indoeuropee. Alcune possono essere spiegate attraverso leggi fonetiche regolari, mentre altre sono state oscurate da numerosi sviluppi analogici. Altre invece sono probabilmente prestiti di lingue centum, ad esempio il proto-balto-slavo *kárwā ‘vacca’ (cfr. lituano kárvė, asl. ec. krava, russo koróva) è probabilmente un prestito dal celtico *karawā ‘cerva’, che a sua volta è un riflesso regolare dell'indoeuropeo *ḱerh₂weh₂.
Le palatali indoeuropee si potevano inoltre depalatalizzare in PBS. Sono state proposte molte regole per la depalatalizzazione. Secondo Matasović (2008:86), la depalatalizzazione avvenne prima di una sonorante seguita da una vocale posteriore: K' > K/_RVpost. Questo spiegherebbe riflessi centum come:
- PIE *h₂eḱmōn ‘pietra’ → lituano akmuõ ed asl. ec. kamy hanno una /k/ in opposizione al lituano ašmuõ e sanscrito áśmā
- PIE *sweḱruh₂ ‘suocera’ → asl. ec. svekry
- PIE *bʰolǵʰno- ‘sella’ → antico prussiano balgnan

Le palatali indoeuropee */ḱ/, */ǵ/, */ǵʰ/ divennero le fricative balto-slave */ś/, */ź/ e */źʰ/, di cui l'ultima si confuse con */ź/ dopo la perdita dell'aspirazione. Questo processo ebbe probabilmente uno stadio intermedio di affricate */ć/, */đ/, */đʰ/, ma è improbabile che questo processo sia avvenuto. Applicando gli usuali metodi di ricostruzione sulle lingue slave e baltiche, le fricative */ś/ e */ź/ rappresentano l'interpretazione più plausibile dei riflessi delle palatali indoeuropee.

### Laringali
I riflessi delle laringali indoeuropee */h₁/, */h₂/, */h₃/, che rappresentavano tre diversi fonemi in indoeuropeo, si confusero in una singola */H/. Le laringali scomparvero in PBS in un periodo lungo. Nessuna lingua balto-slava le ha conservate, ma la cronologia relativa dei mutamenti fonetici dimostra che non andarono perdute in tutte le posizioni di una parola.
Le laringali balto-slave rimasero a lungo specialmente di fronte ad una vocale; PIE *tn̥h₂us ‘tenue’ (cfr. latino tenuis, sanscrito tanús, lituano tę́vas) si riflesse in balto-slavo come *tinˀus, e solo in seguito come proto-slavo *tьnъkъ (tĭnŭ-kŭ) (cfr. asl. ec. tĭnŭkŭ [тьнъкъ], russo tënkij [тёнкий], pol. cienki), che dimostra che la perdita delle laringali in balto-slavo accadde dopo lo sviluppo delle protesi vocaliche delle sonoranti sillabiche.
In posizione sillabica (cioè tra due o più consonanti), la laringale scompariva se si trovava nella seconda sillaba, mentre nella prima sillaba si conservava come */a/:
- PIE *(h₁)rh̥₃deh₂ ‘airone, cicogna’ (cfr. gr. ant. erōdiós, lat. ardea) → protoslavo *radā → slavo comune *roda (cfr. serbocroato róda)
- PIE *sh̥₂l- ‘sale’ (variante a grado ridotto di *seh₂ls) → PBS *sal- → aprus. sal, lett. sāls, protoslavo *sȏlь (cfr. asl. ec. соль, solь, pol. sól, russo соль, sol´)

La caduta delle laringali in posizione sillabica accadde probabilmente molto presto:
- PIE *dʰugh₂tḗr → PBS *duktē → lit. duktė̃, aprus. duckti , protoslavo *dъkti (cfr. asl. ec. дъщи, dъšti, russo дочь, doč’)

Lo stesso fenomeno avvenne in germanico ed in celtico comune, ciò indica che può essere stata un'isoglossa dialettale comune del tardo indoeuropeo.

### Fricative
La */s/ indoeuropea si è conservata in PBS ed in proto-slavo nella maggior parte delle posizioni; si è ritratta a balto-slavo */š/ secondo la legge di Pedersen, ed in proto-slavo è andata persa in posizione finale di parola. Nessuna lingua slava attestata presenta *-s in fine di parola.
Prima delle occlusive sonore la */s/ si presentava come */z/ in PBS. Questa */z/ divenne fonologicamente distinta in slavo dopo il passaggio di */ź/ balto-slava (un riflesso di */ǵ/ e */ǵʰ/ indoeuropee) al proto-slavo */z/.
Come risultato della legge di Pedersen, il proto-slavo ha */š/ prima delle vocali anteriori (*/e/, */i/), */x/ prima delle vocali posteriori e */s/ prima delle consonanti. Questa distribuzione è molto probabilmente il risultato di una serie di mutamenti:
1. PIE */s/ → */š/ dopo */r/, */u/, */k/, */i/
2. */š/ → */s/ prima di consonante, */š/ → */x/ prima di vocale
3. */x/ → */š/ prima di vocale anteriore (prima palatalizzazione slava delle velari)

La retrazione della *s ebbe effetto anche se una laringale si trovava dopo */u/ o */i/, cioè */s/ passava a */š/ dopo *uH e *iH, ma rimane aperto il dibattito se la laringale fosse già dileguata prima del mutamento, cioè se */s/ passava a */š/ anche dopo i balto-slavi */ū/ ed */ī/.
Nelle lingue baltiche l'evidenza della retrazione si può avere solo in lituano, perché in lettone ed in antico prussiano confluiscono in un unico fonema sia */š/ (← PIE */s/ per la legge di Pedersen) sia */ś/ (← PIE */ḱ/) sia */s/ (← PIE */s/). In lituano, */š/ e */ś/ confluiscono in /š/, che rimane distinta da /s/ così l'effetto della retrazione è ancora evidente in lituano.
La maggior parte dei manuali, sulla base del materiale lituano, affermano che in baltico la retrazione della *s è avvenuto solo parzialmente. L'affermazione più comune è che il balto-slavo */s/ passò a */š/ incondizionatamente solo dopo */r/, mentre dopo */u/, */k/ ed */i/ si trova  */s/ e */š/:
- lituano aušrà ‘alba’ ← PIE *h₂eusro- (cfr. latino aurōra, sanscrito uṣás) con la retrazione regolare.
- lit. ausìs ‘orecchio’ ← PBS *auš- ← PIE *h₂ṓus- (cfr. lat. auris, asl. ec. uxo) con */s/ non ritratta.

Similmente, il lituano maĩšas ‘sacco’ si accorda etimologicamente in maniera perfetta con l'asl. ec. měxъ (мѣхъ) ed il sanscrito meṣá, ma nella parola teisùs ‘corretto’ */s/ si è conservata mentre in slavo si trova */x/ retroflessa da */š/ in accordo colla legge di Pedersen (cfr. asl. ec. тихъ, tixъ, russo тихий, tíxij ‘tranquillo, pacifico’).
Non c'è una soluzione semplice a questi doppi riflessi della */s/ indoeuropea dopo */r/, */u/, */k/, */i/ in baltico, e quindi non c'è una semplice risposta alla questione se la retrazione della *s è un'isoglossa comune balto-slava o no. La soluzione più plausibile può essere che la */s/ indoeuropea passò a */š/ dopo */r/, */u/, */k/, */i/ regolarmente in baltico, come in slavo, ma le tracce dell'effetto della retrazione vennero cancellate da mutamenti successivi, come il passaggio della *-š in fine di parola a *-s.
Generalmente è accertato che il baltico mostri gli effetti della retrazione solo in antiche parole ereditate dal periodo balto-slavo, cosa che indica che il lituano /š/ cadrebbe dopo /r/, /u/, /k/, /i/ in parola che hanno una corrispondenza morfologica in slavo (provando che non si tratta di una formazione parallela accidentale).
Diversamente dall'indo-iranico, dove la retrazione */s/ → */š/ avvenne anche dopo la palatale */ḱ/, è possibile che le palatali siano passate a fricative in PBS anche prima degli effetti della retrazione:
- PS *dĕsnŭ ‘destra’ (cfr. asl. ec. деснъ, desnъ, russo десный, désnyj, serbocroato dèsnī) ← PIE *deḱs-no- (cfr. lat. dexter, sscr. dákṣiṇas)
- PS *āsĭ ‘asse’ (cfr. asl. ec. ось, osь, russo ось, os', serbocroato ȏs) ← PIE *h₂eḱsi- (cfr. lat. axis, sscr. ákṣas)

Con la satemizzazione delle dorsali indoeuropee e la confusione delle laringali, il PBS ha modificato significativamente il sistema indoeuropeo delle fricative. Dolo la fusione delle occlusive sonore con le occlusive aspirate, il sistema balto-slavo delle fricative aveva la seguente forma:
| */s/ | */z/   |
| */ś/ | */ź/   |
|      | (*/š/) |
| */H/ |        |

La valenza fonologica delle consonanti */š/ e */z/ è in discussione. Non è dato sapere se fossero ancora allofoni di */s/ e */z/ o fonemi indipendenti.
Anche l'interpretazione fonetica della laringale */H/ è in discussione; sulla base di considerazioni tipologiche si può affermare che la laringale balto-slava fosse probabilmente una fricativa glottale sorda /h/ o un colpo di glottide /ʔ/.

### Sonoranti
Le sonoranti indoeuropee */w/, */j/, */l/, */r/, */m/, */n/ si conservarono in PBS ed in proto-slavo, così come in altri rami delle lingue indoeuropee. Tra i mutamenti fonetici condizionati dal contesto, è rilevante la scomparsa della */w/ indoeuropea ad inizio parola prima di */r/ e */l/ (chiamata legge di Lidén).
La */w/ indoeuropea si conservò il PBS e proto-slavo sotto forma di semivocale bilabiale, ma il lituano e nella quasi totalità delle lingue slave è passata a fricativa labiodentale sonora, /v/.
La */m/ in fine di parola passò a */n/ nel periodo balto-slavo; in antico prussiano resisteva una chiara attestazione di questo mutamento, ad esempio nel nominativo/accusativo dei sostantivi neutri (ad es., aprus. assaran ‘lago’ ← PIE *eǵʰerom, lat. Egeria). Il mutamento di *-m in *-n in slavo comune è difficilmente attestabile perché tutte le consonanti finali caddero. L'unica chiara attestazione è in condizione di un fenomeno di sandhi: *kom emōy passò al proto-slavo *kan jemъ (cfr. asl. ec. къ нѥмѹ, kъ n'emu), e non a **ka memō.

#### Sonoranti sillabiche
La */i/ ed */u/ indoeuropee, allofoni sillabici delle semivocali */j/ e */w/, si sono conservate come vocali in PBS. Trovandosi prima di una laringale hanno dato vocali lunghe *iH → */ī/, *uH → */ū/.
La */u/ indoeuropea si allungò in PBS */ū/ quando era seguita da una */n/, a sua volta seguita da un'occlusiva. In slavo comune la *-n- in seguito cadde:
- PIE *h₁unḱ- ‘abituarsi’ → PBS *ūnk → lit. jùnkti, lett. jûkt, asl. ec. vyknǫti, sorabo sup. wuknyć

La */i/ indoeuropea non ha dimostrato un comportamento simile in tali condizioni.
In posizione sillabica, le sonoranti indoeuropee */l/, */r/, */m/, */n/ ebbero due tipi di riflessi, a seconda delle vocali protetiche emerse: *iR e *uR (dove il simbolo R indica una qualsiasi delle sonoranti prima indicate). Un'analisi sulla loro distribuzione ha dimostrato che i riflessi del tipo *iR erano molto più comuni. È rimasto un mistero irrisolto quale siano le condizioni fonologiche che scegliessero uno dei due riflessi.
Sono state proposte molte teorie, tra cui la più notevole è quella di André Vaillant, secondo la quale, il riflesso *uR comparve dopo le labiovelari indoeuropee. Se fosse vero, rimarrebbe l'unica traccia delle labiovelari in balto-slavo.
In modo simile, Jerzy Kuryłowicz postulò che il riflesso *uR comparve dopo le velari indoeuropee, ed inoltre è rilevante un'opinione precedente di Jānis Endzelīns e Reinhold Trautmann secondo la quale il riflesso *uR reflexes era il risultato di un grado zero dei morfemi che avevano la */o/ indoeuropea (→ PBS */a/) come grado normale. Matasović (2008) propose le seguenti regole:
1. R sillabica indoeuropea → *əR balto-slava
2. *ə → */i/ in sillaba finale
3. *ə → */u/ dopo velari o prima di nasali
4. *ə → */i/ in altri casi

### Vocali e dittonghi
Il balto-slavo conservò intatto il sistema vocalico tardo-indoeuropeo, sviluppatosi dopo la perdita delle laringali. L'unica eccezione è il mutamento */o/ → */a/, che è un'isoglossa comune con il ramo anatolico e quello germanico.
Il proto-slavo conservò il sistema delle vocali corte del PBS, ma confuse */ō/ ed */ā/ balto-slave in un'unica */ā/, mentre la differenza tra queste due vocali lunghe si è preservata in baltico.
La */e/ indoeuropea passò ad */a/ prima di */w/ in posizione eterosillabica, cioè */e/ → */a/ / _wV:
- PIE *néwos ‘nuovo’ → PBS *nawjas → asl. ec. новъ, novъ, lit. naũjas

Sembra che in alcuni casi in PBS *(H)e- ed *(H)a- iniziali si confusero. Questo mutamento, chiamato da alcuni legge di Rozwadowski, si basa sui casi in cui il PBS ha una *e- iniziale in parole in cui l'indoeuropeo aveva una *(H)a-, *(H)o-, *h₂e-, *h₃e- iniziali. Il ramo slavo ha conservato alcuni resti dell'originale alternanza *e- ~ *a-:
- PIE *h₁el- ‘rosso, marrone’ → PS *elawa ~ *alawa (slavo comune *ȍlovo) ‘piombo’ → bulgaro (dial.) élavo ‘piombo’ ~ pol. ołów ‘piombo’, russ. ólovo ‘stagno’ in opposizione al apruss. elwas ~ alwis ‘piombo’
- PIE *h₁éḱwos ‘cavallo’ → PB *ešwā → lituano ašvà ~ dial. ešvà ‘cavalla’

Come le vocali, i dittonghi indoeuropei si conservarono in PBS, con l'eccezione di *ow (e quindi di *h₂eu e  *h₃eu), che passarono a *aw baltoslavo. In seguito in protoslavo *aw (← *ow, *aw, *h₂eu, *h₃eu, *Hou indoeuropei) →  */ō/, che produsse poi /u/ in tutte le lingue slave.

### Cronologia dei mutamenti fonetici
Il balto-slavista austriaco Georg Holzer ricostruì una cronologia di circa 50 mutamenti fonetici (senza riguardo all'accentazione), dal PBS fino alle moderne lingue. Ad ogni modo solo i primi 12 riguardano il PBS:
1. PIE */o/ → PBS */a/
2. legge di Pedersen
3. PIE *CHC → PBS *CC
4. Legge di Winter
5. PIE. */Cʰ/ → PBSl. */C/
6. PIE */Cʷ/ → PBSl. */C/
7. satemizzazione
8. PIE *ewC → PBS *jawC (es. PIE *h₁lewdʰ- → asl. ec. ljudьje, lit. liáudis)[10]
9. PIE *ewV → *awV
10. PIE */R̥/ sillabica → PBS *iR (*uR)
11. PIE *#wr-, #wl- → *#r-, #l- (legge di Lindemann, es. *wronkeh₂ → BS *ránkāˀ ‘mano’)
12. PIE *sr → PBS *str (in slavo comune ed in lettone, ma non in lituano)